# 图米里廷加
图米里廷加是巴西米纳斯吉拉斯州的一个市镇。总面积496.783平方公里，总人口5964人，人口密度12人/平方公里。